# Giro de ases
Giro de ases es una película de comedia romántica y fantasía argentina de 2020 dirigida y escrita por Sebastián Tabany. Narra la historia de un aspirante a mago que perfecciona su técnica luego de enamorarse. Está protagonizada por Juan Grandinetti, Carolina Kopelioff, Lautaro Delgado, Romina Gaetani, Thelma Fardín y Esteban Pérez. La película se estrenó el 17 de septiembre de 2020 por CINE.AR y CINE.AR Play.

## Sinopsis
La historia sigue a Martín, un joven que trabaja de repartidor de cartas en un casino y en su tiempo libre práctica trucos de magia con su amigo «El Rubio» en el bazar de Mariana, una maga de salón. Una noche, Martín conoce a Sofía, una joven hermosa que está de novia con Facundo Arben, un reconocido mago en el mundo de la magia, sin embargo, la atracción sentimental de Martín y Sofía es inevitable, lo que provoca en una transformación en la magia de Martín.

## Elenco
- Juan Grandinetti como Martín
- Carolina Kopelioff como Sofía
- Lautaro Delgado como «El Rubio»
- Romina Gaetani como René
- Thelma Fardín como Mariana
- Esteban Pérez como Facundo Arben
- Miguel Di Lemme como «Melena»
- Daniela Urzi como La mujer
- Chang Sung Kim como «El Oriental»
- Hugo Agudo como «El Neanderthal»
- Germán Baudino	como El supervisor
- Gonzalo Álvarez como Fernando
- Hugo Quiril como «El Tostado»
- Augusto Scalise como El mecánico
- Ema Graña como Agustina
- Antonia Bengoechea	como Adriana
- Henry Evans como Él mismo

## Recepción

### Comentarios de la crítica
La película recibió críticas mixtas por parte de la prensa. Diego Batlle de La Nación señaló que «lo mejor del film es el buen uso de los efectos visuales para construir la veta fantástica del relato» y «no se trata de un mérito menor en el contexto actual del cine argentino». Marina Jiménez Conde de Agencia Paco Urondo destacó que «el encanto que tiene el film pasa, sobre todo, por lo que se llega a mostrar del mundo de la magia desde adentro, y que es desconocido para la gran mayoría del público» y «la película tiene varias escenas con efectos especiales y, si bien se llega a notar su utilización, están bastante bien logrados».
En una reseña para Hacerse la crítica, José Luis Visconti escribió «Giro de ases es una película completamente fallida porque el resultado no es evidentemente el buscado» y «ponen en evidencia una historia que carece de vida propia». José Tripodero de A sala llena expresó «en Giro de ases no hay brújula, el caos se ve en el horizonte por detrás de lo que sucede narrativamente en el plano de las acciones y los diálogos».

### Premios y nominaciones
| Lista de premios y nominaciones | Lista de premios y nominaciones | Lista de premios y nominaciones | Lista de premios y nominaciones | Lista de premios y nominaciones | Lista de premios y nominaciones |
| Año                             | Organización                    | Categoría                       | Nominado/a(s)                   | Resultado                       | Ref(s)                          |
| ------------------------------- | ------------------------------- | ------------------------------- | ------------------------------- | ------------------------------- | ------------------------------- |
| 2020                            | Premios Sur                     | Mejor ópera prima               | Giro de ases                    | Nominado                        | [ 9 ]                           |